# Sở Huệ Vương
Sở Huệ vương (chữ Hán: 楚惠王, trị vì: 488 TCN-432 TCN), còn gọi là Sở Hiến Huệ vương (楚獻惠王), tên thật là Hùng Chương (熊章) hay Mị Chương (羋章), là vị vua thứ 33 của nước Sở - chư hầu nhà Chu trong lịch sử Trung Quốc.
Ông là con của Sở Chiêu vương, vua thứ 32 của nước Sở, mẹ là Việt Cơ. Năm 489 TCN, Sở Chiêu vương mất trong lúc ở nước Trần, ông lên nối ngôi, tức là Sở Huệ vương.

## Tranh nước Trần với nước Ngô
Năm 488 TCN, công tử Thân chấp chính, triệu con thái tử Kiến (anh Sở Chiêu vương) bị phế trước đây là công tử Thắng đang ở nước Ngô về nước phong ở Bạch huyền ấp (nay thuộc Hà Nam), gọi là Bạch công.
Năm 486 TCN, Ngô Phù Sai sai sứ triệu tập vua Trần đến hội. Sở Huệ vương tức giận, sai tướng là Tử Kì đánh Trần. Trần Mẫn công cầu cứu nước Ngô. Năm 485 TCN, vua Ngô sai Quý Trát cứu Trần, Quý Trát thuyết phục Tử Kỳ nên bãi binh để dân được nghỉ. Tử Kỳ nghe theo, rút binh về nước. Nước Trần được giải vây.

## Loạn Bạch Thắng
Năm 483 TCN, Bạch công xin công tử Thân giúp binh cho mình đánh nước Trịnh. Nguyên cha của Bạch công là thái tử Kiến bị người nước Trịnh giết, Bạch công muốn diệt Trịnh để báo thù, công tử Thân có hứa. Tuy nhiên năm năm 481 TCN, nước Tấn đánh Trịnh, công tử Thân lại đem quân cứu Trịnh. Bạch công tức giận, từ đó tập hợp binh mã để giết công tử Thân.
Năm 479 TCN, nước Ngô tấn công Sở, đánh ấp Thần, Bạch công đem quân đánh lui nước Ngô, nhân đó Bạch công nổi loạn, tiến vào Dĩnh đô, sử gọi đó là Bạch công chi loạn. Tháng 7 năm đó, Bạch công phế Huệ vương và giết Lệnh doãn là công tử Thân và công tử Kết. Ban đầu Bạch công muốn lập con thứ của Sở Bình vương là Tử Lương lên ngôi nhưng Tử Lương không nhận, bị Bạch công giết, Bạch công bắt giam Huệ vương ở Cao Phủ, đại phu là Công Dương cứu thoát ông, trốn vào phủ của mẹ là Việt nữ. Bạch công tự lập làm vua. Nước Trần nhân nước Sở có loạn cũng đem quân quấy phá biên giới. Cùng năm, Diệp công Thẩm Chư Lương lấy danh nghĩa cần vương, đem quân từ ấp phong của mình là Thái đến đánh Bạch công Thắng, Bạch công không chống nổi phải tự tử. Em Bạch Thắng là Công Tôn Yên bỏ chạy sang đất Quỳ Hoàng Thị thuộc nước Ngô. Thẩm Chư Lương đón Sở Huệ vương phục ngôi.

## Mở rộng đất đai
Sau khi đánh bại Bạch công, Sở Huệ vương bắt đầu tiến lên Trung Nguyên xâm lấn sang các nước nhỏ xung quanh, mở mang bờ cõi nước Sở. Năm 480 TCN, nước Việt đánh bại Ngô, nước Sở nhân cơ hội này cũng đem quân đánh Ngô.
Trong khi nước Sở có loạn Bạch Thắng, Trần Mẫn công cậy có dân đông, lương thực nhiều, bèn tới đánh phá nước Sở. Năm 478 TCN, Sở Huệ vương sai Vũ Thành Doãn (con Lệnh doãn Tử Tây) mang quân đánh nước Trần. Trần Mẫn công mang quân ra chống bị thua trận, phải lui về thành. Quân Sở vây thành. Tháng 7 năm đó, thành bị hạ, Trần Mẫn công bị bắt và bị giết. Sở Huệ vương chiếm nước Trần đặt thành huyện của nước Sở.
Cũng trong năm 478 TCN, nước Ba đem quân đánh Sở. Sở Huệ vương đem quân đánh lại, đẩy lui quân Ba. Ít lâu sau Diệp công xin từ chức về đất phong, Sở Huệ vương bèn cho công tôn Ninh và công tôn Khoan giữ chức Mệnh quan và Tư mã.
Năm 476 TCN, Việt vương Câu Tiễn muốn đánh lừa sự chú ý của nước Ngô, bèn mang quân đánh Sở. Sở Huệ vương sai công tử Khánh và Công Tôn Khoan ra địch, đánh bại quân Việt, đuổi đến đất Minh. Sau đó Sở Huệ vương đánh sang các nước Đông Di, sau lại hội chư hầu ở đất Ngao, các nước đông di đều phải thần phục.
Nước Sở thời Huệ vương tiếp tục giữ quan hệ tốt với nước Tần. Năm 472 TCN và 463 TCN, Sở Huệ vương sai sứ đến triều cống vua Tần.
Năm 447 TCN, Sở Huệ vương đem quân diệt nước Sái, giết Sái hầu Tề, hai năm sau (445 TCN) lại diệt nước Kỉ. Từ đó bờ cõi nước Sở ngày càng rộng về phía đông, tới đất Tứ Thượng.

## Qua đời
Năm 432 TCN, Sở Huệ vương định đem quân tiến lên phía bắc để đánh nước Tống nhưng chưa kịp chuẩn bị gì thì đã qua đời. Ông ở ngôi được 57 năm. Con ông là Hùng Trung lên nối ngôi, tức là Sở Giản vương.
Năm 1978, phát hiện mộ Tăng hầu Ất kèm quả chuông được cho là Sở Huệ Vương tặng năm thứ 56